# Cristian Alexander Morán
Cristian Alexander Morán Pereira (Montevideo, 11 de noviembre de 1980) es un futbolista uruguayo que juega de mediocampista y volante ofensivo izquierdo. Es zurdo.

## Trayectoria
Su Primer Gol Como Profesional fue el.
En 2009 ficha con el joven equipo del Unefa CF de la Segunda División de Venezuela, equipo que debuta en el profesional.
- Su primer gol con el Unefa CF lo marcó el ? de 2009 ante Hermandad Gallega FC al minuto 17, encuentro que terminó con un empate 3-3.

## Clubes[1]
| Club            | País      | Año       | Juegos | Goles |
| --------------- | --------- | --------- | ------ | ----- |
| Central Español | Uruguay   | 1998-2003 | 20     | 8     |
| ?               | ?         | 2004-2005 |        |       |
| ?               | ?         | 2005-2007 |        |       |
| ?               | ?         | 2008      |        |       |
| Unefa CF        | Venezuela | 2009-2009 | 10     | 4     |